# Alabama State Route 47
Die Alabama State Route 47 (kurz AL 47) ist eine in Nord-Süd-Richtung verlaufende State Route im US-Bundesstaat Alabama.

## Verlauf
Die State Route beginnt am U.S. Highway 84 in Mexia und endet in Awin an der Alabama State Route 10.
Von der Mexia führt die sie östlich nach Monroeville. Von dort verläuft sie zusammen mit der Alabama State Route 21 etwa 21 Meilen in Richtung Norden bis zur Stadt Beatrice. Nach einem Kreuz mit der Alabama State Route 265 verlaufen sie in östlicher Richtung weiter, bis sie sich in Riley wieder trennen. Die AL 21 führt weiter in Richtung Norden und endet später in Montgomery. Die AL 47 durchquert Midway und endet dann schließlich in Awin.

## Geschichte
Der erste Abschnitt der Alabama State Route 47 zwischen Arwin und Monroeville wurde 1940 eröffnet. Im Jahr 1957 wurde sie um einen weiteren Abschnitt von Monroeville nach Mexia erweitert und hat seit dem ihren Verlauf nicht noch einmal verändert.